# Шеллі Радмен
Шеллі Радмен  (англ. Shelley Rudman, 23 березня 1981) — британська скелетоністка, олімпійська медалістка.

## Виступи на Олімпіадах
| Олімпіада     | Дисципліна | Місце |
| ------------- | ---------- | ----- |
| Турин 2006    | скелетон   | 2     |
| Ванкувер 2010 | скелетон   | 6     |

## Зовнішні посилання
- Досьє на sport.references.com